# 倒産

倒産（とうさん）とは、明確な定義はないが、概ね、個人や法人などの経済主体が経済的に破綻して弁済期にある債務を一般的に弁済できなくなり、経済活動をそのまま続けることが不可能になること（あるいはそのような恐れが生じること）をいう。
法人の場合は、経営破綻（けいえいはたん）ともいう。なお、一社の企業が倒産することにより、関連会社や取引企業が連鎖的に倒産することを連鎖倒産（れんさとうさん）という。
また、日本においては「会社が潰れる」・「あの会社は潰れた」などの俗的な表現もある。
倒産状態になった経済主体による、債権者への弁済のための処理ないし手続を、倒産処理ないし倒産（処理）手続といい、私的・法的の区別と清算型・再建型の区別とがある。
法的倒産手続には、日本の場合、破産・会社更生・民事再生などがある。倒産手続は、債権者から申し立てられる場合と債務者（倒産者）自身が申し立てる場合のほか、特殊なケースとして監督当局の申立てによって開始することもある。

## 歴史

### 西洋
旧約聖書とユダヤ教聖典においては、モーセの律法が、聖年（ヨベルの年）が50年ごとに訪れ、天の命令により、ユダヤ人の間ですべての債務が除かれ、すべての債務奴隷は自由の身になると定めている。さらに、聖書の申命記15:1-2では、債務免除のヘブライ（ユダヤ）法を見ることができ、そこでは7年ごとに債務を免除することを命じている。
古代ギリシアでは、倒産（破産）というものは存在しなかった。もし父が債務を負い（都市で生まれた成年男子のみが市民となることができたので、法的に財産の所有者となるのは「父」であった。）、それを支払うことができなくなれば、彼の全家族（妻・子ども・使用人）は、債権者が彼らの労働によって損失を取り戻すまでの間、債務奴隷とされた。古代ギリシアの多くの都市国家では、債務奴隷となる期間を5年間に限っており、また債務奴隷は生命と手足については保護されていた。これは通常の奴隷には与えられていない保護であった。ただし、債務者の使用人については債権者がその一線を超えることもあり、新しい主人に死ぬまで仕えさせられることも多かった。そのような場合、労働条件は以前よりずっと過酷であるのが普通であった。
英語の bankruptcy という単語は、古代ラテン語のbancus（台、テーブル）とruptus（壊れた）から生成された。bank（銀行）はもともとは台のことを指している。昔の銀行家たちは、公の場所、市場や定期市などで、台を持ち、そこでお金を徴収したり為替手形を書いたりしていた。そのため、銀行家が破綻すると、彼はその台を壊し、公衆に、台の所有者はもはや事業を続ける状況にはなくなったということを知らせた。この慣行はイタリアでよく行われており、bankruptという単語はイタリア語のbanco rotto（broken bank）に由来すると言われている。しかし、フランス語のbanque（テーブル）とroute（痕跡・足跡）から来ているとする人もいる。これは、以前は地面に固定されていたが今はなくなってしまったテーブルの、地面に残った跡の隠喩である。このように考える人は、破産者の起源は、古代ローマの mensarii や argentarii に遡るとする。彼らは公の場所に tabernae や mensae という持ち場を持っており、夜逃げをするときや委託されたお金を持って逃げるときには、自分の持ち場の痕跡だけを跡に残して行った。
英米法上、債務の免除を伴う破産制度が導入されたのは、1705年のアン女王時代の制定法においてであり、そこでは、支払不能となった債務については、可能な限りの支払をするための資産を集めるのに協力した破産者に対する報奨として、免除が与えられた。

### 東アジア
東アジアでも、破産についての記録が残っている。チンギス・ハーン法典には、3回破産をした者に死刑を科すとの規定があった。

### 現代
現代の倒産法制や事業の債務整理は、清算及び支払不能になった者の排除よりも、経済的困窮に陥った債務者を財政的・組織的に再建し、事業の更生と継続を許すことに重点が置かれてきている。

## 日本

### 概要
法学上の文面でも破産や民事再生などのいわゆる法的倒産手続を総称する概念として「倒産」の文言を用いることがあるが、法令上に定義ある語ではない。明治時代に、フランス語の faillite の訳語として「破産」あるいは「倒産」の語が用いられたが、法令上「破産」の語が用いられるようになったとされている。
日常用語としては経営が行き詰まり会社がなくなる、といった限定的なニュアンスで使われる場合もあるが、倒産の対象となる経済主体は会社だけではなく個人（自然人）も含まれる。また、会社を含む法人が経済主体の場合であっても、再生型の倒産手続があることから、必ずしも法人がなくなるとは限らない。
1990年代後半以降、会社の倒産についての新聞などの報道では、「経営破綻」（または単に「破綻」）という言葉が使われることが多い。日常用語で「（会社が）つぶれる」というのも倒産とほぼ同じ意味で使われる。
どの時点で倒産と評価するかについて、明確な基準はないが、東京商工リサーチでは、次のような状況になった場合に企業の「倒産」と表現している。帝国データバンクでも同様の基準を用いている。
- 6月以内に2回目の手形不渡りを出し、銀行取引停止処分を受けたとき
- 裁判所に以下の法的整理手続の申立てをしたとき
  - 会社更生法に基づく会社更生手続
  - 民事再生法に基づく再生手続
  - 破産手続
  - 特別清算
- 任意整理（私的整理、内整理）を開始したとき

法的倒産手続によらず、債権者との話し合いにより債務整理を図る方法である。
また、雇用保険の特定受給資格者の「倒産」等により離職した者の定義は
1. 倒産（破産、民事再生、会社更生等の各倒産手続の申立て又は手形取引の停止等） に伴い離職した者
2. 事業所において大量雇用変動の場合 （1か月に30人以上の離職を予定） の届出が されたため離職した者及び当該事業主に雇用される被保険者の3分の1を超える者が 離職したため離職した者
3. 事業所の廃止 （事業活動停止後再開の見込みのない場合を含む。）に伴い離職した者
4. 事業所の移転により、 通勤することが困難となったため離職した者

とある。上記 1. と 3. （任意整理）が東京商工リサーチや帝国データバンクでの倒産の定義に相当する。
毎月中頃、マスメディアを通じて前月倒産件数（4月は前年度倒産件数も）が発表されるが、これは東京商工リサーチと帝国データバンクがマスコミ各社に行ったプレスリリースを基にしている。帝国データバンクは、手形を使用しない商習慣の拡大や、個人情報保護法の施行などの理由により情報収集が困難になったとして、2005年に倒産集計の基準から「銀行取引停止処分」を削除した。東京商工リサーチは独自の情報網を通じての取材活動によれば、「銀行取引停止処分」の集計も可能として、これを維持した。このため、従来の統計との整合性を持つ倒産件数は、東京商工リサーチ発表によるもののみである。
なお、日本国内の地方公共団体において財政が行き詰まった場合、地方財政再建促進特別措置法（再建法）に基づき、自治体が財政再建団体の指定を申請し許可を受けることがある。これを指して「自治体の倒産」と表現することがある。

### 事実上の倒産
経済主体が企業である場合、 手形や小切手の1回目の不渡りから6か月以内に2回目の不渡りを出した場合、銀行取引停止処分となる。こうなると、すべての銀行において当座取引および貸付を受けることが不可能になるため、企業の資金繰りは断たれる。このような状態をして事実上の倒産と呼ぶ。
このような場合でも、法人の解散事由（破産手続の開始等）が生じたわけではないから、法人としての存続は否定されたものではないが、多くの場合、法的倒産処理手続または任意的倒産処理（私的整理）に移行することから、当該時点において「事実上」という言い方を用いる。また、帝国データバンクなどの信用調査会社では、企業が事業停止しかつ事後処理を弁護士に一任した時点で事実上の倒産（この時点で倒産集計には入らないが破産手続に入ることがほぼ確実なため）として倒産情報を出している。
なお、かつて新聞などでは、再建型の法的倒産処理手続（下節参照）に着手した場合でも「事実上の倒産」という言葉を使用していたが、近年では「事実上の倒産」ではなく、「経営破綻」という言葉を使用する場合が多くなっている（前述）。

### 法的倒産処理手続
裁判所の監督の下で行われる倒産処理手続であり、この文脈では、「倒産」は経済主体が経済的に完全に破綻した場合のみならず、破綻するおそれがある場合をも含めて理解するのが一般的である。大まかに分類すると、清算型と再建型に分かれる。
清算型は、倒産状態になった債務者の財産を換価して債権者に可能な限り弁済することを目的とする制度であり、債務者が法人である場合にはその存続・再建を予定しないのに対し、再建型は、倒産状態になった債務者の財産を直ちに換価・分配することは必ずしも予定されず、債権者らの権利を変更（債務の減免、期限の猶予＝分割弁済など）したうえで、現有財産を基礎にして収益を上げ、権利変更後の債務について弁済すること等により、債務者の事業又は経済生活の経済的再生を目的とする制度であるとされている。
もっとも、両者の差異は相対的なものであることに注意が必要である。清算型に位置づけられる破産手続は、これに付随する免責手続の存在により、いわゆる個人破産（消費者破産）の場面では再建型として事実上機能していることがほとんどであり、再建型に位置づけられる民事再生手続又は会社更生手続において、清算を目的とした再生計画案又は更生計画案が作成されることもある。
また、金融機関等の特殊な業態については、法的倒産処理手続以外に、特別法（金融機関等の更生手続の特例等に関する法律）に基づく破綻処理が予定されているものがある。

#### 清算型手続
破産手続
破産法（平成16年法律第75号）により規律される手続であり、裁判所が選任した破産管財人が支払不能又は債務超過の状態にある者の財産を清算することを目的とした手続である。もっとも、消費者破産の急増により、個人が破産を申し立てる場合は、破産手続開始の決定はしつつも手続費用の不足を理由に破産管財人を選任しないことが多く（同時廃止）、その結果、財産の換価・清算ではなく、専ら免責を得るために手続が利用されることが多い。
破産者を更生させ、人間に値する生活を営む権利を保障することも必要であり、さらに、もし免責を認めないとすれば、債務者は概して資産状態の悪化を隠し、最悪の事態にまで持ちこむ結果となって、却って債権者を害する場合が少くないから、免責は債権者にとっても最悪の事態をさける所以である。これらの点から見て、免責の規定は、公共の福祉のため憲法上許された必要かつ合理的な財産権の制限である。
特別清算手続
会社法（平成17年法律第86号）第2編第9章第2節第1款により規律される手続であり、解散して清算手続に入った株式会社（特例有限会社は不可）について、清算の遂行に著しい支障を来す事情がある場合や、債務超過の疑いがある場合に、清算人が裁判所の監督の下で清算を行う手続である。会社法に組み込まれている手続であり独立した法典が存在しないが、倒産四法制の一つとして位置づけられている。破産手続と異なり、原則として従前の清算人がそのまま清算手続を行う。

#### 再建型手続
民事再生手続
民事再生法（平成11年法律第225号）により規律される手続であり、経済的に窮境にある者について、債権者の多数の同意を得てかつ裁判所の認可を受けた再生計画を定めること等により、事業又は経済生活の再生を図ることを目的とする手続である。和議法（大正11年法律第72号）により規律されていた和議手続に代わるものとして設けられた（民事再生法の制定に伴い和議法は廃止）。民事再生手続の対象となる経済主体は特に限定されていないが、個人が手続を利用しやすくするために、小規模個人再生及び給与所得者等再生に関する特則（個人再生手続）が設けられている。
会社更生手続
会社更生法（平成14年法律第154号）により規律される手続であり、窮境にある株式会社（特例有限会社を含む）について、裁判所の監督の下に、裁判所が選任した更生管財人を中心として債権者や株主その他の利害関係人の利害を調整し、株式会社の事業の維持更生を図ることを目的とする手続である。
協同組織金融機関の更生手続
金融機関等の更生手続の特例等に関する法律により規律される手続であり、信用協同組合、信用金庫または労働金庫を対象とする。
相互会社の更生手続
金融機関等の更生手続の特例等に関する法律により規律される手続であり、相互会社を対象とする。
特定調停手続
特定債務等の調整の促進のための特定調停に関する法律（平成11年法律第158号）により規律される手続であり、支払不能に陥る恐れのある者の経済的再生を資するための調停手続として、民事調停法（昭和26年法律第222号）の特例として設けられた手続である。いわゆる倒産処理手続のカテゴリーには含まれないことが多いが、現実的には、消費者破産を回避するために利用されることが多いため、倒産処理手続として把握される場合もある。
（会社整理手続）
商法旧第2編第4章第7節により規律されていた手続であり、支払不能又は債務超過に陥るおそれがある株式会社について、裁判所の監督の下に、利害関係者の協力を得て整理案をまとめ、会社の維持を図る手続である。債権者の多数決制度が採られていない等の問題があることや、民事再生法の制定により利用価値が激減したこともあり、会社法の施行に伴い廃止された。

### 任意的倒産処理
債務者が債権者らと任意に協議して財産関係を処理することをいう。法的倒産手続とは異なり、債権者と債務者の当事者間での合意に基づいて債権を処理するものである。
大別して、法令または業界団体等のガイドラインに準拠して行われる準則型私的整理（例としてADR一般や、自然災害債務整理ガイドラインなど）と、債権者及び債務者が（多くの場合代理人弁護士を介して）全くの任意に交渉を行う純粋私的整理に分類されることが多い。
債務者が個人である場合には経済的再生を目的とすることになるが、法人である場合には清算を目的とすることも再生を目的とすることもある。債権者が消費者金融、クレジット会社、銀行などの場合は、債務者本人が任意整理をしようとしても債権者がこれを相手にすることは少ないため、通常は弁護士や認定司法書士などに依頼することになる。債権者らが消費者金融の場合、約定利息を利息制限法に引きなおすことで債務額を減額し、また36回から60回程度の分割払いで和解することによって債務を整理することが多い。
純粋私的整理（任意整理・内整理）
純粋私的整理では、法的倒産処理手続と異なり公の機関による監督がないため、時間的・経済的に有利ともいえるが、整理案に反対する債権者を拘束する手段がないことや、不平等な整理案が作られる可能性が高いなど不正が行われやすい弊害もある。複数の金融機関が関与する私的整理手続においては、私的整理を実現するためには、主導権を握る主要貸付を行った金融機関（メインバンク）が、他の金融機関の貸付を実質的肩代わりを余儀なくされる「メイン寄せ」の問題があることが、私的整理手続による債務整理の利用の障害となる問題がある。
準則型私的整理
準則型私的整理では、各準則は対象となる債権者に対し事実上の拘束力（所管官庁又は業界団体としての監督権限を背景とするものなど）を有することがほとんどであるうえ、準則によっては弁護士・税理士・公認会計士等の専門家が関与する体制が整備されているため、上記のような問題は生じづらい。他方、対象となる債権者の範囲に制限がある（例えば、自然災害債務整理ガイドラインは原則として金融機関のみが対象となり、債務者が自営業者であっても取引債権者は対象とすることができない。同ガイドライン3.(2)本文。）など、一定の限界がある。
2001年9月に私的整理に関するガイドライン委員会が作成した「私的整理に関するガイドライン」を参照。
産業活力の再生及び産業活動の革新に関する特別措置法所定の特定認証紛争解決手続（事業再生ADR手続）
準則型私的整理の一種である。特定認証紛争解決事業者である事業再生実務家協会がその運営を担っている。
詳細は事業再生ADRの項目を参照。

### 日本で特に負債額の大きかった倒産
- デフォルトでは負債額の降順に配列。ただし金融機関については、監督当局による経営破綻認定後に、預金や契約の解約により負債総額が減少するため基準日をいつにするかで負債額は大きく変化する。

| 社名                                           | 倒産年月   | 負債額        | 業種                        | 倒産形態                                    |
| ---------------------------------------------- | ---------- | ------------- | --------------------------- | ------------------------------------------- |
| 協栄生命保険                                   | 2000年10月 | 4兆5297億円   | 生命保険業                  | 更生特例法                                  |
| 日本長期信用銀行                               | 1998年10月 | 約3兆6000億円 | 長期信用銀行                | 金融再生法による 特別公的管理（一時国有化） |
| 山一證券                                       | 1997年11月 | 3兆5085億円   | 証券業                      | 破産                                        |
| リーマン・ブラザーズ証券 （日本法人）          | 2008年09月 | 約3兆4000億円 | 証券業                      | 民事再生法                                  |
| 日本債券信用銀行                               | 1998年12月 | 約3兆2000億円 | 長期信用銀行                | 金融再生法による 特別公的管理（一時国有化） |
| 千代田生命保険                                 | 2000年10月 | 2兆9366億円   | 生命保険業                  | 更生特例法                                  |
| 北海道拓殖銀行                                 | 1997年11月 | 2兆3433億円   | 都市銀行                    | 解散、営業譲渡                              |
| 日本リース                                     | 1998年9月  | 2兆1803億円   | 各種リース・金融            | 会社更生法                                  |
| マイカル                                       | 2001年9月  | 1兆5482億円   | 総合小売業                  | 民事再生法                                  |
| 日本航空インターナショナル                     | 2010年1月  | 1兆5279億円   | 空運                        | 会社更生法                                  |
| タカタ                                         | 2017年6月  | 約1兆5024億円 | 製造業                      | 民事再生法                                  |
| クラウン・リーシング                           | 1997年4月  | 1兆1874億円   | 総合リース業                | 破産                                        |
| マレリホールディングス                         | 2022年6月  | 1兆1330億円   | 製造業                      | 民事再生法                                  |
| 木津信用組合                                   | 1995年8月  | 1兆44億円     | 信用協同組合                | 整理回収機構に営業譲渡                      |
| 日榮ファイナンス                               | 1996年10月 | 1兆円         | 住宅金融保証                | 商法による会社整理                          |
| 東京生命保険                                   | 2001年3月  | 9802億円      | 生命保険業                  | 更生特例法                                  |
| ライフ                                         | 2000年5月  | 9663億円      | 信販・クレジット            | 会社更生法                                  |
| 末野興産                                       | 1996年11月 | 7160億円      | 不動産開発                  | 破産                                        |
| そごう                                         | 2000年7月  | 6891億円      | 百貨店業                    | 民事再生法                                  |
| 日本航空                                       | 2010年1月  | 6715億円      | 空運                        | 会社更生法                                  |
| 東食                                           | 1997年12月 | 約6397億円    | 食品商社                    | 会社更生法                                  |
| 日本振興銀行                                   | 2010年9月  | 約6194億円    | 銀行業                      | 民事再生法                                  |
| 日本トータルファイナンス                       | 1997年4月  | 6180億円      | 総合リース業                | 破産                                        |
| たくぎん保証                                   | 1998年3月  | 6100億円      | 各種リース・金融            | 破産                                        |
| 村本建設                                       | 1993年11月 | 5900億円      | ゼネコン                    | 会社更生法                                  |
| 麻布建物                                       | 2007年6月  | 5648億円      | 不動産開発                  | 会社更生法                                  |
| 日本ビルプロヂェクト                           | 2000年6月  | 5648億円      | 不動産開発                  | 民事再生法                                  |
| インターリース                                 | 2000年11月 | 5600億円      | 各種リース・金融            | 特別清算                                    |
| たくぎん抵当証券                               | 1997年11月 | 5391億円      | 証券業                      | 破産                                        |
| 三光汽船                                       | 1985年8月  | 5200億円      | 海運                        | 会社更生法                                  |
| 日本モーゲージ                                 | 1994年10月 | 5185億円      | 不動産担保ローン            | 特別清算                                    |
| 西洋環境開発                                   | 2000年7月  | 5175億円      | 不動産開発                  | 特別清算                                    |
| 東海興業                                       | 1997年7月  | 5110億円      | ゼネコン                    | 会社更生法                                  |
| エヌーイーディー                               | 1999年3月  | 5100億円      | ベンチャーキャピタル        | 特別清算                                    |
| カブトデコム                                   | 2013年4月  | 5061億円      | 不動産開発                  | 特別清算                                    |
| パナソニック プラズマディスプレイ              | 2016年11月 | 5000億円      | 製造業                      | 特別清算                                    |
| エスティティ開発                               | 2002年10月 | 4922億円      | ゴルフ場経営                | 民事再生                                    |
| アポロリース                                   | 1999年3月  | 4900億円      | 賃貸・リース                | 特別清算                                    |
| イ・アイ・イ・インターナショナル               | 2000年6月  | 4764億円      | 不動産開発                  | 破産                                        |
| 日本ランディック                               | 1999年5月  | 4708億円      | 不動産                      | 特別清算                                    |
| 飛栄産業                                       | 2000年8月  | 4500億円      | 不動産                      | 特別清算                                    |
| 佐藤工業                                       | 2002年3月  | 4499億円      | ゼネコン                    | 会社更生法                                  |
| エルピーダメモリ                               | 2012年2月  | 約4480億円    | 製造業                      | 会社更生法                                  |
| 武富士                                         | 2010年9月  | 約4336億円    | 消費者金融業                | 会社更生法                                  |
| 安愚楽牧場                                     | 2011年8月  | 約4331億円    | オーナー制度畜産業          | 民事再生法                                  |
| 第一コーポレーション                           | 1998年6月  | 4135億円      | 不動産担保ローン            | 特別清算                                    |
| 大成火災海上保険                               | 2001年11月 | 4131億円      | 損害保険業                  | 更生特例法                                  |
| 日本国土開発                                   | 1998年12月 | 4067億円      | 不動産開発                  | 会社更生法                                  |
| 恵川                                           | 1991年8月  | 4100億円      | 料亭                        | 任意整理                                    |
| 青木建設                                       | 2001年12月 | 3900億円      | ゼネコン                    | 会社更生法                                  |
| 日本信用ファイナンスサービス                   | 1997年4月  | 3784億円      | 総合リース業                | 破産                                        |
| 三洋証券                                       | 1997年11月 | 3736億円      | 証券業                      | 会社更生法                                  |
| 兵銀ファクター                                 | 1995年11月 | 3692億円      | 債券保証                    | 特別清算                                    |
| 朝日住建                                       | 2003年9月  | 約3600億円    | 不動産開発                  | 破産                                        |
| エー・シー・リアルエステート （旧フジタ）      | 2005年11月 | 3526億円      | 不動産                      | 民事再生法                                  |
| SFCG                                           | 2009年2月  | 3380億円      | 事業者向け貸金業            | 民事再生法→破産                             |
| 山一土地建物                                   | 1997年12月 | 3350億円      | 不動産開発                  | 破産                                        |
| エスコリース                                   | 2001年5月  | 3350億円      | 事業者向け貸金業            | 破産                                        |
| パシフィックモーゲージ                         | 2001年11月 | 3339億円      | 不動産担保貸付              | 破産                                        |
| 日本ゴルフ振興                                 | 2003年2月  | 3322億円      | ゴルフ場経営                | 民事再生法                                  |
| クラヴィス                                     | 2012年7月  | 3268億円      | 消費者金融業                | 会社更生法                                  |
| アサヒ都市開発                                 | 1999年3月  | 約3226億円    | 不動産開発                  | 破産                                        |
| 地産                                           | 2002年8月  | 3207億円      | ゴルフ場経営                | 会社更生法                                  |
| エスティティコーポレーション                   | 2003年2月  | 3131億円      | ゴルフ場経営                | 民事再生法                                  |
| ジャパン石油開発                               | 2003年3月  | 3077億円      | 油田開発                    | 民事再生法                                  |
| 長崎屋                                         | 2000年2月  | 3039億円      | 総合小売業                  | 民事再生法                                  |
| 日貿信                                         | 2000年4月  | 2899億円      | 事業者向け貸金業            | 民事再生法                                  |
| 日東興業                                       | 2002年7月  | 2867億円      | ゴルフ場経営                | 民事再生法                                  |
| マルコー                                       | 1991年8月  | 2858億円      | 不動産                      | 会社更生法                                  |
| フェニックスリゾート                           | 2001年2月  | 2762億円      | 第三セクター                | 会社更生法                                  |
| 島之内土地建物                                 | 1995年3月  | 2725億円      | 不動産開発                  | 任意整理                                    |
| 大日本土木                                     | 2002年7月  | 2712億円      | ゼネコン                    | 会社更生法                                  |
| 長ビル                                         | 1999年4月  | 約2700億円    | 不動産                      | 特別清算                                    |
| 大和生命保険                                   | 2008年10月 | 2695億円      | 生命保険業                  | 会社更生法                                  |
| ファーストクレジット                           | 2002年3月  | 2605億円      | 不動産担保融資              | 会社更生法                                  |
| アーバン・コーポレーション                     | 2008年8月  | 2558億円      | 不動産開発                  | 民事再生法                                  |
| 大倉商事                                       | 1998年7月  | 約2528億円    | 商社                        | 自己破産                                    |
| ロプロ                                         | 2009年11月 | 約2500億円    | 事業者向け貸金業            | 会社更生法                                  |
| エル都市開発                                   | 1999年6月  | 2419億円      | 不動産                      | 特別清算                                    |
| 都築紡績                                       | 2003年11月 | 約2418億円    | 製造業                      | 会社更生法                                  |
| ジャパンライフ                                 | 2017年12月 | 2405億円      | 卸・販売                    | 銀行取引停止                                |
| 兵銀リース                                     | 1995年9月  | 2341億円      | 賃貸・リース                | 特別清算                                    |
| 山手コーポレーション                           | 1998年3月  | 約2300億円    | 不動産担保ローン            | 特別清算                                    |
| ハウステンボス                                 | 2003年2月  | 2289億円      | 観光                        | 会社更生法                                  |
| 新潟鐵工所                                     | 2001年11月 | 約2270億円    | 製造業                      | 会社更生法                                  |
| エフ・アール・イー                             | 2007年1月  | 2223億円      | 不動産開発                  | 破産                                        |
| 兵庫ファイナンス                               | 1995年9月  | 2172億円      | 事業者向け貸金業            | 特別清算                                    |
| 森本組                                         | 2003年10月 | 2153億円      | ゼネコン                    | 民事再生法                                  |
| 壽屋                                           | 2001年12月 | 2126億円      | 総合小売業                  | 民事再生法                                  |
| スポーツ振興                                   | 2002年2月  | 2109億円      | ゴルフ場経営                | 会社更生法                                  |
| ウィルコム                                     | 2010年2月  | 2060億円      | 通信業（PHS事業）           | 会社更生法                                  |
| 三田工業                                       | 1998年8月  | 約2057億円    | 製造業                      | 会社更生法                                  |
| シンコー                                       | 2005年2月  | 2020億円      | ゴルフ場経営                | 民事再生法                                  |
| フジビル                                       | 1999年3月  | 約2000億円    | 不動産                      | 特別清算                                    |
| 麹町土地建物                                   | 2003年11月 | 約2000億円    | 不動産開発                  | 破産                                        |
| 日本綜合地所                                   | 2009年2月  | 1975億円      | 不動産開発                  | 会社更生法                                  |
| むつ小川原開発                                 | 2000年9月  | 1852億円      | 第三セクター                | 特別清算                                    |
| 富士カントリー                                 | 2004年12月 | 約1800億円    | ゴルフ場経営                | 特別清算                                    |
| 多田建設                                       | 1997年7月  | 1714億円      | ゼネコン                    | 会社更生法                                  |
| エヌ・エス・アール （旧 山万アーバンフロント） | 2014年2月  | 1650億円      | 不動産                      | 破産                                        |
| パシフィックホールディングス                   | 2009年3月  | 1636億円      | 不動産投資                  | 会社更生法                                  |
| ヤオハンジャパン                               | 1997年9月  | 1614億円      | 総合小売業                  | 会社更生法                                  |
| 大都工業                                       | 1997年8月  | 1592億円      | ゼネコン                    | 会社更生法                                  |
| 興人                                           | 1975年8月  | 1480億円      | 合成繊維・パルプ 不動産開発 | 会社更生法 →更生終結                        |
| ジョイント・コーポレーション                   | 2009年5月  | 1476億円      | 不動産開発                  | 会社更生法                                  |
| 東京臨海副都心建設                             | 2006年5月  | 約1440億円    | 第三セクター                | 民事再生法                                  |
| 苫小牧東部開発                                 | 1999年9月  | 1423億円      | 第三セクター                | 特別清算                                    |
| 兵庫クレジットサービス                         | 1995年8月  | 1403億円      | 貸金業                      | 民事再生法                                  |
| 穴吹工務店                                     | 2009年11月 | 1400億円      | 不動産 マンション建設・販売 | 会社更生法                                  |
| 永大産業                                       | 1978年2月  | 1350億円      | 合板製造                    | 会社更生法 →更生終結                        |
| 林原                                           | 2011年2月  | 1277億円      | 医薬品・食品原料製造        | 事業再生ADR手続 →会社更生法                 |
| アジア太平洋トレードセンター                   | 2003年6月  | 約1263億円    | 第三セクター                | 特定調停                                    |
| 大沢商会                                       | 1984年2月  | 1250億円      | 総合商社                    | 会社更生法 →更生終結                        |
| 第一中央汽船                                   | 2015年10月 | 1197億円      | 海運                        | 民事再生法                                  |
| 竹芝地域開発                                   | 2006年5月  | 約1190億円    | 第三セクター                | 民事再生法                                  |
| 東京テレポートセンター                         | 2006年5月  | 約1170億円    | 第三セクター                | 民事再生法                                  |
| リッカー                                       | 1984年7月  | 1100億円      | ミシン製造                  | 和議→会社更生法 →更生終結                   |
| MT映像ディスプレイ                             | 2019年2月  | 1050億円      | 製造業                      | 特別清算                                    |
| 足利銀行                                       | 2003年10月 | 1023億円      | 地方銀行                    | 特別危機管理銀行指定 →一時国有化            |
| 安宅産業                                       | 1977年10月 | 1000億円以上  | 総合商社                    | 吸収合併                                    |

## カナダ
カナダにおける倒産は、破産・支払不能法（Bankruptcy and Insolvency Act）という連邦法により定められており、企業と個人の双方に適用される。連邦政府の破産監督局（Superintendent of Bankruptcy）が、倒産手続が公正かつ秩序立って執行されるようにする責任を負っている。破産管財人が破産財団を管理する。

### 管財人の職務
管財人は、次のような職務を負っている。
- 詐欺的な優先弁済権や否認の対象となる取引がないか記録を調査すること。
- 債権者集会を主宰すること。
- 免除の対象となるもの以外の資産を売却すること。
- 破産者の免責に異議を申し立てること。
- 債権者に資金を配分すること。

### 債権者集会
債権者は、債権者集会に出席することにより手続に参加する。管財人が招集する第1回債権者集会は、次のような目的を持っている。
- 破産者の問題を検討すること。
- 管財人の任命を承認するか、別の管財人をもって代えること。
- 検査人を任命すること。
- 資産の管理に関して債権者が妥当と考える指示を管財人に与えること。

### 消費者提案
カナダでは、個人は、破産の代わりに、消費者提案（consumer proposal）を申し立てることができる。消費者提案は、債務者と債権者らとの間での交渉による解決である。
典型的な消費者提案は、債務者が最長で5年間、毎月支払を行い、資金を債権者らに配分するというものである。ほとんどの提案は債務の総額よりも支払額を少なくすることを求めるものだが、ほとんどのケースで、債権者らは取引に応じる。なぜなら、そうしなければ、次の選択肢は個人破産であり、その場合債権者らの受け取る金額は更に少なくなるからである。債権者らは、消費者提案を受け入れるか拒否するかの選択に45日間の猶予期間がある。一度提案が受け入れられると、債務者は提案執行者に毎月支払を行い、債権者らはそれ以上の訴訟や執行を行うことができなくなる。提案が拒否された場合は、債務者は個人破産の宣言をするほか選択肢がないこともある。
消費者提案を行えるのは、債務額が5000ドルを超え、7万5000ドルまで（主たる居住地の抵当権を含まない）の場合に限られる。債務額が7万5000ドルを超える場合、破産・支払不能法第3編第1部の下に提案を申し立てなければならない。提案執行者の補助が必要である。提案執行者は、破産管財人の資格を持った者がなるのが一般的であるが、破産監督局が他の人を執行者に任命することもできる。
2006年において、カナダでは9万8450件の個人からの支払不能の申立てがあった。うち7万9218件が破産、1万9232件が消費者提案である。

## ヨーロッパ
2004年には、ヨーロッパ各国で倒産の増加率が今までにない高い数字に上った。フランスでは、会社の倒産率が4％以上増加し、オーストリアでは10％以上、ギリシアでは20％以上も増加した。しかし、公的な倒産件数の統計は実態を十分に説明するものではない。公的統計は倒産件数を示しているだけで、各倒産案件の重要度を示すものではない。したがって、倒産件数の増加は、必ずしも経済全体にとっての不良債権化率が増加したことを意味しない。
返済に問題が生じたり回収不能になったりするのと、企業が実際に破産を宣言するのには時間的なずれがある。多くの場合、信用で商品を納品してから、それに対する破産手続が始まるまでの間に数か月ないし数年かかることもある。
法的側面や、税金の関係、あるいは文化的側面によっても、上記の説明は更に歪められている。国際的な比較においては特にそうである。例えば、オーストリアでは、2004年における全倒産手続の半分以上は、未払額の一部を清算するための資金不足のため、手続が開始されない。スペインでは、一定の種類の事業に対して倒産手続を開始することは経済的に割に合わないため、倒産件数は非常に少ない。比較すると、フランスでは、2004年に4万件以上の倒産手続が開始されたが、スペインでは600件未満である。その一方で、フランスの不良債権化率は1.3％なのに対しスペインでは2.6％である。
個人の倒産件数も、全体像を示すものではない。倒産手続の申立てを決意するのは、負債額の膨らんだごく一部の世帯に限られる。これは、破産宣告の不名誉と、職業上不利益を被るおそれがあるためである。

### オランダ
オランダの倒産法制は、オランダ倒産法 (Faillissementswet) によって規律されている。同法は、三つの異なる法的手続を定めている。第一は破産 (Faillissement) であり、その目的は債務者の資産を清算することである。破産手続は個人と会社の双方に適用される。倒産法における第二の法的手続は、Surseanceというものである。これは会社にのみ適用され、その目的は会社の債権者らとの間の合意を実現することである。第三はSchuldsaneringというもので、これは個人のみを対象としている。

### イギリス
イギリスでは、狭義の法的意味における破産 (bankruptcy) は、個人とパートナーシップのみに関係する。会社やその他の企業は、違う名称の法的倒産手続が用いられる。清算 (liquidation) と財産管理（administration――財産管理命令 (administration order) 及び管財人財産管理 (administrative receivership)）である。しかし、「破産 (bankruptcy)」という言葉がメディアや日常会話の中で会社について用いられることは多い。スコットランドにおける破産手続はSequestrationと呼ばれる。
破産管財人は、公務員である公的破産管財人 (Official Receiver) か、資格を持った倒産弁護士でなければならない。
2002年企業法 (Enterprise Act 2002) が制定されてからは、イギリスの破産手続は通常12か月もかからない。公的破産管財人が裁判所に、調査が完全に行われたことを保証した場合は、それより短いこともある。
イギリス政府による破産の枠組みの自由化により、破産件数が増加することが見込まれている。これは政府の当初の統計により裏付けられていると見られる。
イングランドとウェールズでは、2005年第4四半期に2万0461件の個人倒産があった（季節調整された値）。これは、前の四半期よりも15.0％の増加、前年同時期よりも36.8％の増加である。このうち、1万3501件が破産であり、前の四半期よりも15.9％の増加、前年同時期よりも37.6％の増加である。6960件は個人任意的債務整理手続 (IVA) であり、前四半期よりも23.9％増、前年同時期よりも117.1％増である。

## アメリカ合衆国
アメリカ合衆国においては、アメリカ合衆国憲法1条8節4項により、倒産（bankruptcy）は連邦法の管轄とされており、同条項によれば、連邦議会は「合衆国全域における倒産に関する統一法」を制定することが認められている。bankruptcyとの用語であるが、ここでは再建型手続を含むものと解されている。連邦議会は、倒産に関する制定法として、倒産法（Bankruptcy Code, 合衆国法典第11編）を定めている。連邦法が規定していない点や、明示的に州法に譲っている点については、州法の定めにより連邦法が一部修正されている。
倒産事件は、必ず連邦倒産裁判所（連邦地方裁判所に付設される）に申し立てられるが、倒産事件は、特に債権の有効性や自由財産に関しては、州法によることが多い。したがって、多くの倒産事件においては州法が大きな役割を果たしており、州境を超えて倒産法を一般化することはできないことが多い。

### 連邦倒産法の手続
合衆国法典第11編に置かれた倒産法の下では、次の6種類の手続がある。
- 連邦倒産法第7章

個人及び企業の基本的な清算手続（破産手続）を定めるもの。
- 連邦倒産法第9章

地方自治体の倒産手続。
- 連邦倒産法第11章

更生・再建手続。主に債務者が企業の場合に用いられるが、負債・資産額の大きい個人に利用されることもある。
- 連邦倒産法第12章

家族経営の農家及び漁師のための再生手続。
- 連邦倒産法第13章

決まった収入源のある個人のための、支払計画を立てる再生手続。
- 連邦倒産法第15章

国際的な倒産事件の処理について定めるもの。
個人の倒産に際して最もよく用いられるのが、清算型の第7章及び再建型の第13章である。アメリカの個人による全倒産申立て件数のうち実に65％が、第7章によるものである。会社その他の企業は第7章又は再建型では第11章に基づいて申立てをすることが多い。
第7章では、債務者は、自由財産となるもの以外の財産を破産管財人に引き渡し、破産管財人がそれを換価して、その売上金を無担保債権者に配当する。その代わりに、債務者は債務の一部の免責を得る。ただし、債務者が一定の類型の不適切な行動（財産状況に関する資料を隠すなど）をとった場合には、免責は与えられない。また、一定の債務（配偶者及び子の扶養料、学生ローン、一定の税金など）については、債務者が一般的な免責を得た場合であっても免責されない。経済的に破綻した個人は、多くの場合、自由財産（衣服、生活必需品、中古車など）しか所有しておらず、その場合は破産管財人に財産を引き渡す必要はない。自由財産とすることができる財産の額は、州によって異なる。第7章による救済は、8年間に1回だけしか使うことができない。一般的に、担保権者の担保物件に対する権利は、債務の免責が行われても存続する。例えば、債務者が自動車を引き渡すという合意や債務の「再確認」が行われなくても、債務者の自動車に対する担保物権を有する債権者は、債務者の債務が免責になったとしてもその自動車を引き揚げることができる。
第13章の手続では、債務者はすべての財産の所有権や占有権を失わないが、通常3年間から5年間にわたり、将来の収入の一部を債権者への返済に当てなければならない。返済額や返済計画の期間は、債務者の財産の価値や債務者の収入・支出などの要素によって変わる。担保権者は、無担保債権者よりも多く返済を受けることができる。
第11章の手続では、債務者は財産の所有権と占有権を失わず、債務者占有型 (DIP) 手続とも呼ばれる。占有を継続する債務者が、日々の事業の運営を行う一方、債権者らと債務者は、連邦倒産裁判所とともに、交渉を重ね、再建計画を完成させるべく共同作業を行う。一定の条件（債権者間の公正、一定の債権者の優先など）を満たすと、提案された再建計画に対する債権者らの投票を行うことができる。再建計画が承認されると、債務者は経営と、承認された再建計画に従った債務の弁済を続ける。もし一定以上の多数の債権者が承認の投票を行わなかった場合は、裁判所から、計画を承認するための追加的な条件が課されることがある。

### 破産濫用防止・消費者保護法
2005年の破産濫用防止・消費者保護法（BAPCPA）は、連邦倒産法を大きく修正するものであった。BAPCPAの多くの規定は、消費者金融業者から強く支持され、同時に多くの消費者保護論者、倒産法学者、倒産事件を担当する裁判官・弁護士から強い反対を受けた。BAPCPAは、連邦議会における8年間にわたる議論の末に制定されたものである。同法の多くの規定は、2005年10月17日に施行された。法律への署名に当たり、ジョージ・W・ブッシュ大統領は次のように述べた。
新法の下では、返済する能力のあるアメリカ国民は、少なくともその債務の一部を返済することが求められる。州の中位収入よりも低い国民は、債務の返済は求められない。新法により、何度も申立てをしている者は、最も寛容な破産の恩恵を濫用することが難しくなるであろう。全債務の帳消しを求める債務者は、これからは再度の申立てをするまでに前回の破産から8年間待たなければならない。新法により、我々は、破産の濫用者たちにどうすれば制度を悪用できるかを教えて金もうけをしている破産工場の連中を取り締まることができる。
個人破産法に加えられた多くの変更の中で、BAPCPAは、「資力基準」を導入した。これは、債務のほとんどが消費者負債である、多くの経済的に破綻した個人債務者にとって、連邦倒産法第7章の救済資格を得ることをより難しくしようとするものであった。しかし、その意図とは反対に、資力基準はしばしば債務者が免責を得ることを簡単にする結果を生んでいる。資力基準のため、又は連邦倒産法第7章では担保付き債権（抵当権や自動車ローン）の延滞に対する完全な解決ができないために、債務者が連邦倒産法第7章の救済資格を得られない場合であっても、債務者は依然として連邦倒産法第13章による救済を求めることができるのである。第13章による再建計画は一般の無担保債権（クレジットカード利用代金や医療費）に対する返済を要求しないことが多い。
また、BAPCPAは、破産の救済を求める個人に、破産の申立てをする前に、認可を受けた相談機関に債務内容の相談をすること、第7章又は第13章による免責を受ける前に、認可を受けた機関で家計のやり繰りについての教育を受けることを要求している。この債務相談要件の実施状況についての研究によれば、債務相談要件は、相談を受ける債務者にとってはほとんど実益がないことが示されている。多くの債務者にとって、唯一の現実的な選択肢は、倒産法による救済を求めることしかないからである。